# Deposito della fede
Nella dottrina cattolica, con l'espressione deposito della fede (in latino depositum fidei), si intende quell'unico patrimonio di tutte le verità, sia in ordine alla conoscenza (fede) che al comportamento (morale), insegnate agli Apostoli da Gesù, che è mediatore e pienezza della Rivelazione, e da questi trasmesse al collegio dei Vescovi quali loro successori.
Tali verità costituiscono il principio o fondamento da cui attinge il Magistero della Chiesa, non potendo questa aggiungere nulla a quanto, almeno implicitamente, è già contenuto nella Rivelazione. L'intelligenza, ovvero la comprensione, di tali verità progredisce nella Chiesa lungo i secoli con l'assistenza dello Spirito Santo.

## Significato
Con il termine "deposito", in greco paratheke, si vuole significare che la Chiesa nel corso dei secoli non aggiunge nulla alla rivelazione di Gesù, ma la trasmette fedelmente, come un bene ricevuto in custodia. Il termine paratheke è presente solo tre volte in tutto il Nuovo Testamento ed è sempre accostato al termine phylassein (custodire), come a sottolineare il dovere di ascoltare, conservare e poi restituire o trasmettere intatto quanto Gesù ha affidato agli Apostoli. Dunque con la morte dell'ultimo degli Apostoli, ovvero San Giovanni, si considera conclusa la Rivelazione pubblica, e quindi alle verità da essi insegnate non è più possibile "aggiungere" nulla.
Ma di queste verità la Chiesa non ha piena ed esatta comprensione fin dall'inizio; solo nel corso dei secoli ne prende coscienza in misura sempre maggiore. “Questa Tradizione di origine apostolica progredisce nella Chiesa con l'assistenza dello Spirito santo.”
Perciò la Chiesa può anche all'occorrenza definire nuovi dogmi, che non sono "aggiunte" al deposito della fede, ma piuttosto chiarificazioni di questioni ancora non pienamente comprese o non ancora accettate da tutti. Ad esempio, il dogma dell'Assunzione di Maria, seppure proclamato soltanto nel 1950, esprime una credenza le cui testimonianze risalgono almeno fino al IV secolo. La costituzione dogmatica Munificentissimus Deus, emessa da Pio XII il 1º novembre 1950, mostra inoltre come il dogma sia fondato nella Parola di Dio e dichiara quindi tale verità come rivelata.

## Trasmissione
La trasmissione del deposito della fede avviene non solo tramite le sacre Scritture, ma anche attraverso la Tradizione e il Magistero. L'insegnamento della Chiesa non si limita perciò al contenuto dei libri sacri, ma comprende anche tutto ciò di cui essa ha preso coscienza nel corso dei secoli. Volendo stabilire un confronto fra le due Fonti della Rivelazione, la Tradizione:
- cronologicamente precede la Sacra Scrittura
- presenta autorevolmente la Sacra Scrittura, in quanto ne fissa il Canone e ne garantisce la “divina ispirazione” con la conseguente “inerranza”
- completa la Sacra Scrittura, che da sola non è una sintesi compiuta delle verità rivelate
- insegna l'interpretazione autentica delle Sacre Scritture, incapaci di spiegarsi da sé, diversamente da quanto avviene nel protestantesimo in cui è il singolo fedele a leggere e interpretare personalmente i testi sacri.

## Principi e fondamenti

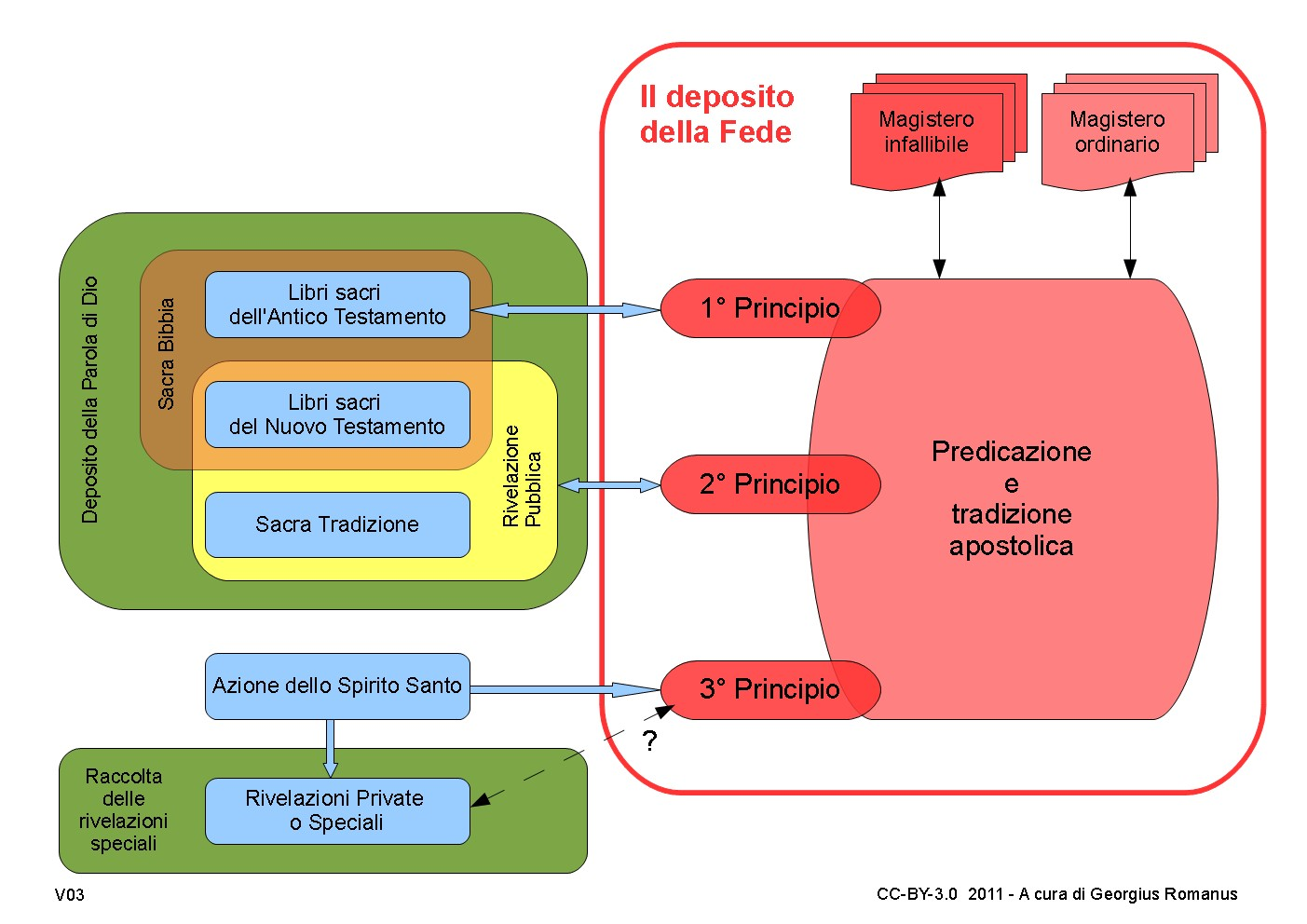
Il deposito della Fede.

Il deposito della fede è costituito da tutte quelle verità che la Chiesa custodisce e trasmette, e da cui il Magistero attinge tutto ciò che propone ai fedeli di credere. Tali verità sono già tutte contenute nella Sacra Tradizione e nella sacra Scrittura, ma non sono ancora completamente esplicitate. "La Chiesa, nel corso dei secoli, tende incessantemente alla pienezza della verità divina,...", e arricchisce continuamente il suo magistero con pronunciamenti ufficiali e dogmi di fede.
È dogmaticamente stabilito che non è ammissibile nessuna nuova rivelazione pubblica come appartenente al deposito della fede.
Il deposito della fede non coincide, in assoluto, con l'insieme della sacra Scrittura e della sacra Tradizione, il quale prende piuttosto il nome di "deposito della Parola di Dio". A questo proposito il Concilio Vaticano II, nella costituzione dogmatica Dei Verbum, chiarisce definitivamente dicendo "La sacra Tradizione e la sacra Scrittura costituiscono un solo sacro deposito della Parola di Dio affidato alla Chiesa".
Il deposito della fede, quindi, è contenuto nel deposito della parola di Dio e "progredisce nella Chiesa con l'assistenza dello Spirito Santo".
Il Concilio di Trento, da quanto traspare nei suoi pronunciamenti, identifica i tre principi e fondamenti fede cristiana cattolica:
- nei libri sacri dell'Antico Testamento, che furono scritti sotto l'ispirazione dello Spirito Santo;
- in Cristo, che ha piantato il suo Vangelo, non per iscritto ma oralmente, non sulla carta ma nei cuori. Da ciò che emanò da Cristo (quae a Christo emanarunt) furono scritte alcune cose, altre rimasero nel cuore degli uomini. Questo secondo principio della fede, viene comunemente chiamato rivelazione pubblica, in quanto il divino si è manifestato all'uomo pubblicamente, assumendo la natura umana, ed è costituito dai libri Sacri del Nuovo Testamento e dalla sacra Tradizione.
- a ciò si aggiunge come terzo principio (tertium autem) il fatto seguente: poiché il Figlio dell'uomo non doveva rimanere per sempre tra di noi, egli mandò il suo Spirito Santo nel mondo, il quale doveva spiegare i misteri di Dio e tutto ciò che per l'uomo era rimasto dubbio.[19] Da qui le parole di Gesù riferite dall'apostolo Giovanni: ” Molte cose ho ancora da dirvi, ma per il momento non siete capaci di portarne il peso. Quando però verrà lo Spirito di verità, egli vi guiderà alla verità tutta intera”.[20]

“L'ufficio poi di interpretare autenticamente la parola di Dio scritta o trasmessa è affidata al solo magistero vivo della Chiesa, la cui autorità è esercitata nel nome di Gesù Cristo.” Ecco che la Chiesa, con il suo magistero, illumina i fedeli circa le verità da credere e dal deposito della fede "attinge tutto ciò che propone a credere come rivelato da Dio”.
Le rivelazioni private, comprese quelle riconosciute dall'autorità della Chiesa Cattolica, non appartengono al deposito della fede. Nelle due costituzioni dogmatiche del Concilio Vaticano II relative alla divina rivelazione e alla Chiesa (Dei verbum e Lumen Gentium) non si fa menzione delle rivelazioni private. Si sono accavallate, dal Concilio di Trento in poi, autorevoli opinioni di indirizzo diverso sulla natura dell'adesione, di sola fede umana o di fede divina, che ad esse sia dovuta. La materia non è ancora definita dogmaticamente, ma qualsiasi rivelazione che pretenda di superare o di correggere la rivelazione di cui Cristo è il compimento non è considerata accettabile.

## Gradi della Fede
Non tutte le verità vengono proposte dal magistero con lo stesso grado di certezza. Esistono pronunciamenti dogmatici che sono infallibili e irreformabili, altri ordinari come ad esempio le sentenze prossime o pertinenti alla fede, infine esistono le cosiddette opinioni teologiche, ove la materia non è ancora ben definita, il magistero non si è pronunciato in maniera solenne, né tantomeno ordinaria, e i teologi presentano le loro conclusioni che a volte risultano anche essere in disaccordo fra loro.
Il magistero papale, quindi, nella sua forma comune e ordinaria non è infallibile. Anche le decisioni delle congregazioni romane non sono infallibili. Non di meno esse sono da accogliersi con l'assenso interno sgorgante dall'obbedienza al magistero ecclesiastico. Per questo si deve credere con “fede divina” e “cattolica” tutto ciò che la Chiesa propone a credere come “divinamente rivelato” sia con un giudizio solenne, sia con un magistero ordinario e universale.
In via eccezionale, per i pronunciamenti diversi da quelli infallibili, “può cessare l'obbligo dell'assenso interno quando un competente in materia, avendone coscienziosamente esaminato tutti i motivi, giungesse alla sicura convinzione che la decisione del magistero ecclesiastico poggia su un errore.”
Possiamo riassumere e schematizzare i gradi della fede:
| Magistero solenne | Magistero ordinario | Opinioni teologiche |
| --- | --- | --- |
| infallibile | Infallibile quando universale o espone un oggetto secondario, riformabile negli altri casi | riformabile |
| Assenso de fide credenda (per dogmi rivelati, oggetto primario d'infallibilità) o de fide tenenda (per insegnamenti definitivi, oggetto secondario d'infallibilità)                                                                                               | Assenso de fide quando infallibile, ossequio della volontà e dell'intelletto negli altri casi | Nessun assenso né ossequio (a meno che non siano sentenze teologiche certe o prossime alla fede) |
| - Magistero ex cathedra del pontefice - Proposizioni presentate come rivelate o definitive da un concilio ecumenico - Proposizioni presentate come rivelate o definitive dal magistero universale (ciò che è insegnato virtualmente sempre e ovunque dai vescovi) | Magistero ordinario infallibile: - Insegnamenti ordinari del pontefice o di un vescovo in contesto di universalità (es. Ordinatio Sacerdotalis, canonizzazioni) - Insegnamenti ordinari del pontefice o di un vescovo che esplicitano l'oggetto secondario Magistero potenzialmente definibile: - Sentenze pertinenti alla fede o teologicamente certe (sententiae ad fidem pertinentes vel theologice certae), cioè dotate di uno stretto rapporto con le proposizioni rivelate o definitive - Sentenze prossime alla fede (sententiae fidei proximae), cioè accettate dalla quasi totalità dei teologi come verità rivelate o definitive Magistero ordinario non infallibile: - tutti gli insegnamenti prudenziali, cioè in cui si insegna qualcosa senza definirlo rilevato o definitivo (a patto che non rientri nei casi sopra), in qualsiasi forma magisteriale (lettere encicliche, catechismi locali, bolle, omelie, discorsi, interviste...), sia da parte del Papa, di un concilio, o di singoli vescovi | - La Sentenza comune, comunemente sostenuta dai teologi pur senza essere ritenuta da essi come rivelata o definitiva - La Pia Sentenza, comunemente sostenuta dalla Chiesa nel suo complesso (inclusi quindi i comuni fedeli, anche senza formazione teologica) - La Sentenza ben fondata, dotata di argomentazioni teologiche a favore e quindi sostenibile in modo giustificato - La Sentenza più probabile, quella ritenuta più probabile tra le alternative, anche quando non comunemente sostenuta o senza argomentazioni decisive - La Sentenza probabile, come sopra ma con un grado di sicurezza ancora inferiore - L'Opinione tollerata, ritenuta incerta o senza fondamento e supporto, ma legittima |

In senso negativo esistono inoltre le cosiddette censure teologiche, ovvero dei giudizi per mezzo dei quali alcune proposizioni concernenti la dottrina o la morale cattolica vengono designate come contrarie alla fede o almeno pericolose.

## Infallibilità papale
Il papa, «quando parla ex cathedra, cioè quando esercita il suo supremo ufficio di Pastore e di Dottore di tutti i cristiani, e in forza del suo supremo potere Apostolico definisce una dottrina circa la fede e i costumi vincola tutta la Chiesa, per la divina assistenza a lui promessa nella persona del beato Pietro, gode di quell'infallibilità con cui il divino Redentore volle fosse corredata la sua Chiesa nel definire la dottrina intorno alla fede e ai costumi: pertanto tali definizioni del Romano Pontefice sono immutabili per sé stesse, e non per il consenso della Chiesa».
Il romano pontefice, invece, non è infallibile, quando insegna come dottore privato, esprimendo opinioni personali, rivolgendosi a particolari gruppi di fedeli, riferendosi a rami del sapere estranei al deposito della fede. Questa limitazione è indicata nella stessa definizione dogmatica del Concilio Vaticano I, che dichiara il papa infallibile solo come persona pubblica, ossia quando insegna come pastore e dottore universale: «… cum omnium Christianorum pastoris et doctoris munere fungens...» (sess. IV, c. 4, o Denzinger, 3074).

## Il senso della fede
Il senso della fede (in latino sensus fidei), è una grazia tramite la quale la totalità dei fedeli, avendo l'unzione che viene dallo Spirito Santo (cfr. 1 Gv 2,20 e 27), non può sbagliarsi nel credere, altrimenti verrebbe compromessa una qualche verità del deposito della fede.
Questo implica che se «dai vescovi fino agli ultimi fedeli laici» c'è l'universale consenso in cose di fede e di morale, allora la dottrina è certa.
Viceversa, se la quasi totalità dei fedeli, pastori e laici, cadesse in errore, ci sarebbe sempre un piccolo numero, a volte detto il 'resto d'Israele', per portare avanti la sana dottrina, preservando l'integrità del deposito della fede.
“Cristo, il grande profeta, ...,adempie il suo ufficio profetico fino alla piena manifestazione della gloria, non solo per mezzo della gerarchia, che insegna in nome e con la potestà di lui, ma anche per mezzo dei laici, che perciò costituisce suoi testimoni provvedendoli del senso della fede e della grazia della parola (cfr. At 2,17-18; Ap 19,10), perché la forza del Vangelo risplenda nella vita quotidiana, familiare e sociale.”